# Tommaso Morosini
Tommaso Morosini (Venezia, 1170/1175 – Tessalonica, giugno 1211) è stato un patriarca cattolico italiano, primo patriarca latino di Costantinopoli, dal 1204 alla sua morte nel 1211.

## Biografia
Morosini, allora un suddiacono, venne eletto dai veneziani immediatamente dopo il sacco di Costantinopoli della Quarta crociata e alla fondazione dell'Impero latino di Costantinopoli. In un primo momento la sua elezione venne contestata come non canonica da papa Innocenzo III.
Il suo possesso venne turbato e diminuì il prestigio della Chiesa latina. Il suo rapporto con la corte dell'imperatore latino Enrico di Fiandra fu teso a causa di problemi di competenze, accuse di appropriazione indebita del tesoro della Basilica di Santa Sofia e dovuto principalmente alla promozione esclusiva di Morosini del clero veneziano negli alti uffici ecclesiastici. Non riuscì neanche a conciliare l'ortodossia greco-bizantina, il clero e il popolo con la regola cattolica; pertanto trasferirono la loro fedeltà all'Impero di Nicea. Dopo la sua morte, la sede rimase vacante fino alle elezioni nel novembre 1215 del vescovo Gervaso di Eraclea Pontica.

## Genealogia episcopale
La genealogia episcopale è:
- Cardinale Ottaviano Poli dei conti di Segni
- Papa Innocenzo III
- Patriarca Tommaso Morosini